# 孝感尾殼介
孝感尾殼介（学名：Uroleberis hsiaokan）为光面介科尾殼介屬下的一个种。